# Aeroportul Shillong
Aeroportul Shillong (IATA: SHL, ICAO: VEBI) este un aeroport din Meghalaya, India ce deservește zona Shillong. Aeroportul a fost tranzitat în decembrie 2022 de 10.242 de pasageri. A fost numit după zona deservită.
Situat la o altitudine de 887 m, aeroportul dispune de o singură pistă. Este operat de Airports Authority of India⁠(d).